# Hedingen
Hedingen é uma comuna da Suíça, no Cantão Zurique, com cerca de 3.107 habitantes. Estende-se por uma área de 6,59 km², de densidade populacional de 471 hab/km². Confina com as seguintes comunas: Affoltern am Albis, Arni (AG), Bonstetten, Islisberg (AG), Jonen (AG), Stallikon.
A língua oficial nesta comuna é o Alemão.